# Psycho drama
|  | Denne artikel er oprettet af botten Steenthbot ud fra en ekstern database. Den kan derfor have sproglige fejl eller mangler. Denne skabelon kan fjernes efter kontrol af indholdet. |

Psycho drama er en dansk spillefilm instrueret af Vlado Oravsky.

## Medvirkende
- Lars von Trier, Holmes
- Katrin Ottarsdóttir, Leland